# Lennart Blom i Såtenäs
Harry Gustav Lennart Blom (i riksdagen kallad Blom i Såtenäs), född 1 november 1913 i Kila församling i Södermanlands län, död 8 november 2011 i Lidköpings församling i Västra Götalands län, var en svensk tjänsteman och politiker (folkpartist). 
Lennart Blom, som var son till en lantbrukare, genomgick handelsskola 1936–1937 och var kassaförvaltare vid Skaraborgs flygflottilj i Såtenäs 1954–1974. Han var också ordförande i Tuns kommunalfullmäktige 1959–1968. Efter att Tuns kommun uppgått i Lidköping var han kommunstyrelsens ordförande där 1969–1976 och därefter kommunfullmäktiges ordförande 1977–1982.
Han var riksdagsledamot i första kammaren 1968 för Skaraborgs läns valkrets. I riksdagen var han suppleant i andra lagutskottet och allmänna beredningsutskottet. 
Han var från 1936 gift med Inez Eva Maria Larsson (1915–1994). Makarna är begravda på Södra begravningsplatsen i Lidköping.